# Шарль Бессак
Шарль Бесса́к (фр. Charles Baissac; *13 вересня 1831, Порт-Луї, Маврикій, тоді Сполучене Королівство —  †3 грудня 1892, Бо-Бассен Роз-Гілл, там же) — франкомаврикійський письменник, мовознавець, зокрема фахівець з маврикійської креольської мови та фольклорист, власне автор унікальної збірки маврикійського фольклору.

## З життєпису
Базіль-Шарль Бессак народився у сім'ї, що походила з Франції. Його дід, учитель французької мови, оселився на Маврикії.
Коли хлопцеві було 11 років, батько-фармацевт відправив його до Франції, щоб продовжити навчання, спочатку в коледжі Лор'ян, а згодом у колежі Анрі IV в Парижі. І хоча він продовжив медичні студії, та швидко полишив їх заради філології.
У 1854 році він повернувся на Маврикій. Працював репетитором і викладав у приватних школах. Публікував театральну хроніку під псевдо Базіль Веспус (Basile Vespus). У 1870 році був зарахований на посаду викладача Королівського колежу, де починаючи від 1875 року викладав французьку мову. Ця посада надала йому фінансове підґрунтя, що уможливило його діяльність як письменника та фольклориста.
У 1892 році циклон 29 квітня зруйнував будинок Ш. Бессака і він знайшов прихисток у Бо Бассені, де й помер 3 грудня того ж року. Похований у Порт-Луї, на Західному кладовищі, де його могилу класифікували як національне надбання в 1970 році.

## Творчість
Шарль Бессак здійснив перше в своєму роді ретельне дослідження маврикійської креольської мови, і це дозволило світові дізнатися про її стан у XIX столітті. Дослідник зібрав велику кількість казок і сиранданів, врятувавши їх таким чином від повного зникнення. 
Також Ш. Бессак є автором низки літературних творів: п'єси та поезії.
Бібліографія
- Étude sur le patois créole mauricien, Nancy, Berger-Levrault, 1880 (rééd. : Genève, Slatkine, 1976, 2011 - La Réunion, Surya Editions, 2011).
- Récits créoles, Paris, Oudin, 1884. Текст.
- Le folk-lore de l'Île-Maurice, Paris, Maisonneuve et Larose, 1888, rééd. 1967 (texte créole et traduction française). читати на Вікіджерелах.
- Sirandann sanpek. Zistwar an Kreol. 28 hundred-year-old Folk Stories in Kreol with English Translation alongside, Port-Louis, 1989.
- Zistoire Prince Sabour et autres contes mauriciens, Quatre Bornes, 1995 (en français et créole).
- Histoire des quatre cloches et autres contes mauriciens, Quatre Bornes, 1995 (en français et créole).

## Український переклад
Існує надрукований україномовний переклад маврикійської народної казки, записаної Ш. Бессаком, — Катерина Грушевська включила свій переклад казки «Черепаха і Мавпа» у збірку «Примітивні оповідання, казки і байки Африки та Америки» (Київ-Відень, 1923).